# Fuertes de Loreto y Guadalupe
Los fuertes de Loreto y Guadalupe son unas antiguas edificaciones militares que se encuentran en la ciudad de Puebla. Originalmente se trataba de capillas construidas en lo alto del cerro Acueyametepec, que fueron reconstituidas a principios del siglo XIX como fortificaciones con finalidades militares. Sirvieron como escenario principal tanto en la batalla como en el Sitio de Puebla, durante la Segunda Intervención Francesa en México. Declarados como patrimonio histórico de México, actualmente albergan museos de sitio por lo cual se volvió famoso el fuerte de San Loreto y Guadalupe.

## Edificación de La Ermita
Los fuertes se ubican en la zona nororiente de Puebla, en un cerro cuyo nombre de origen prehispánico no se sabe con certeza si se trata de Acueyametepec o Amacueyatepec, posteriormente fue conocido como el cerro de San Cristóbal o de Belén. 
La historia dice que en este cerro durante una peligrosa tormenta, José de la Cruz Sarmiento rezó a la virgen de Loreto, a pesar de haber recibido el latigazo de un rayo que mató a su caballo y unos cuantos pollos que eran  su mercancía, José de la cruz quedó sin daño alguno, quien después impulsó la construcción de una ermita justo en el lugar del prodigio como agradecimiento.
En el siglo XVI, frailes franciscanos construyeron una ermita en la cara este del cerro; más tarde, esa edificación se expandió a templo bajo la advocación de San Cristóbal (Un niño indio evangelizado por Motolonía, martirizado y asesinado por parte de su padre en Tlaxcala en el año 1527). Durante el año 1640 a 1649, el obispo Juan de Palafox y Mendoza impartía ahí la misa a los hombres dedicados a extraer cantera de ese mismo cerro para la construcción de la Catedral de Puebla. Para el año 1714 la iglesia ya se encontraba edificada en tres naves y ya era dedicada a Nuestra Señora de Belén, no obstante, fue destruida en una tempestad durante el año 1756 y tardaron tres años en concluir las restauraciones (1756-1759). Finalmente pasó al control de los padres betlemitas, por lo que a la zona se le conoció como cerro de Belem.

## Templo a la Virgen de Guadalupe
Durante el siglo XIX, con la idea de construirse otro templo junto al recinto de Belén, se realizó una colecta para hacer el templo a la Virgen de Guadalupe en la cara oeste del cerro. La construcción comenzó en el año 1804 y concluyó en 1816, aunque tuvo culto hasta el año 1861. Se trata de una estructura con tres naves y dos torres que quedaron en ruinas a raíz de la batalla de 1862. 

## Uso militar

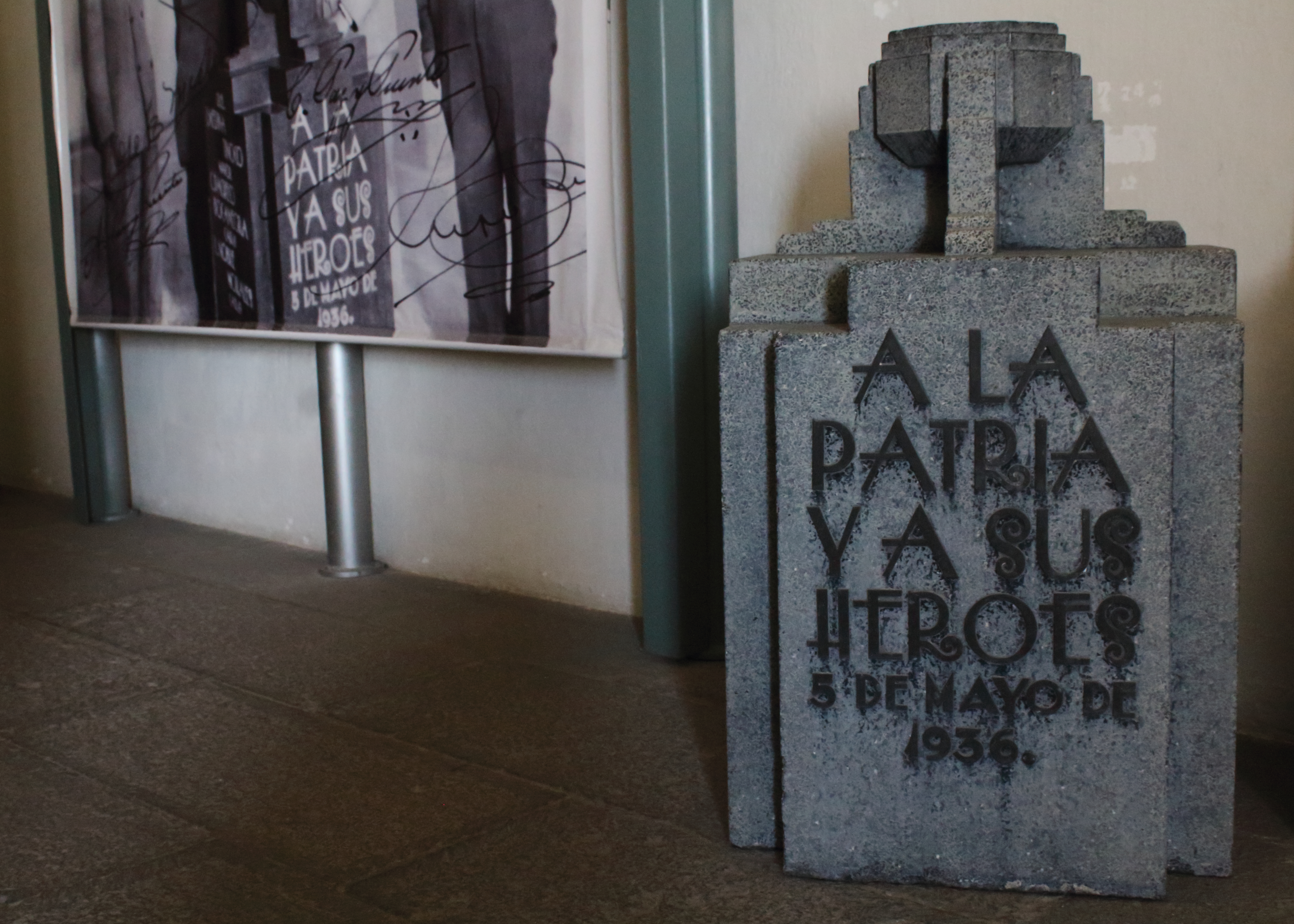
Monumento al General J. Medina Tinoco, Mayor C. Pacheco Bocanegra, Cap 1°L. Noble Morales y Cap 1° J. Valdovinos García.

Tras el inicio del movimiento dirigido por Miguel Hidalgo durante el año 1810, se inició la fortificación del fuerte de Loreto como punto de protección para la ciudad de Puebla , esto debido a la zona estratégica que tenía este cerro para defensa de la ciudad. EL 27 de septiembre de 1813, con la idea de defender a la capital Poblana, se edificó el fortín de Guadalupe como decisión por parte de las autoridades del cabildo. En 1816, el intendente español Ciriaco del Llano ordenó construir murallas de piedra con revestimientos de cal en torno a los templos, con el objetivo de convertirlos en posiciones militares para prevenir ataques a Puebla de parte de grupos insurgentes. Las ermitas se utilizaron a partir de entonces como polvorines. 
En el caso de Loreto, debido al estado de la ermita, fue necesario reparar los muros, las rampas y el edificio central. En Guadalupe se demolió la ermita y se hicieron repuestos subterráneos de una bóveda y un aljibe.
Entre los fuertes hay una separación de 928 metros en línea recta. No son de gran tamaño debido a las características el terreno. En el caso de Loreto, posee baluartes circulares y no tiene foso, mientras que Guadalupe tiene solo dos pequeños baluartes y un rediente que cubría la entrada.

## Remodelación
En 1862, por orden del General Ignacio Zaragoza se demolieron las dos torres para así acondicionar el fuerte. Sin embargo la estructura terminó con daños y se optó por demolerlas por completo ya que amenazaban con caerse. Mas años adelante el sitio quedó abandonado quedando sin techo y algunas paredes apenas en pie. Gracias a los fondos de la fundación Jenkins y previo a la declaración de la UNESCO, fue restaurado el fuerte de Loreto.

## Las luchas por Puebla

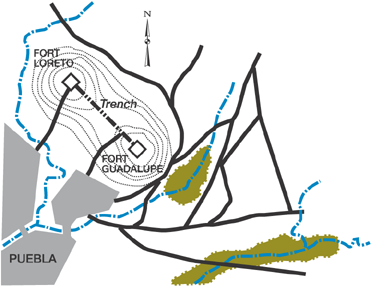
Entre los fuertes existe una separación de 928 metros

Por su importancia estratégica, durante la intervención francesa los fuertes sirvieron como cuartel de operaciones del Ejército de Oriente y punto central de las batallas que se libraron en Puebla. Por su ubicación y las defensas que en su torno se concentraron, los fuertes representaron la "puerta" de México: si caían, la rendición de Puebla era inevitable y con ello se abría el paso franco hacia la Ciudad de México. Por eso las fuerzas francesas los atacaron en primer lugar durante la batalla del 5 de mayo de 1862, y al año siguiente, fortalecidos y con un contingente mucho más numeroso, los sometieron a un bombardeo inmisericorde hasta dejarlos convertidos en ruinas.
La batalla de Puebla fue un combate librado el 5 de mayo de 1862 en las cercanías de la ciudad de Puebla, entre los ejércitos de la República Mexicana, bajo el mando de Ignacio Zaragoza, y del Segundo Imperio Francés, dirigido por Charles Ferdinand Latrille, conde de Lorencez, durante la Segunda Intervención Francesa en México, cuyo resultado fue una victoria importante para los mexicanos ya que con unas fuerzas consideradas como inferiores lograron vencer a uno de los ejércitos más experimentados y respetados de su época. Pese a su éxito, la batalla no impidió la invasión del país, solo la retrasó, sin embargo, sería la primera batalla de una guerra que finalmente México ganaría. Los franceses regresarían al siguiente año, con lo que se libró una segunda batalla en Puebla en la que se enfrentaron 35 000 franceses contra 29 000 mexicanos (defensa que duró 62 días), y lograrían avanzar hasta la Ciudad de México, lo que permitió establecer el Segundo Imperio Mexicano.
Finalmente, ante la incapacidad de consolidar un imperio y después de perder 11 000 hombres debido a la actividad guerrillera que nunca dejó de subsistir,1 los franceses se retiraron incondicionalmente del país en 1867.

## Sitios históricos

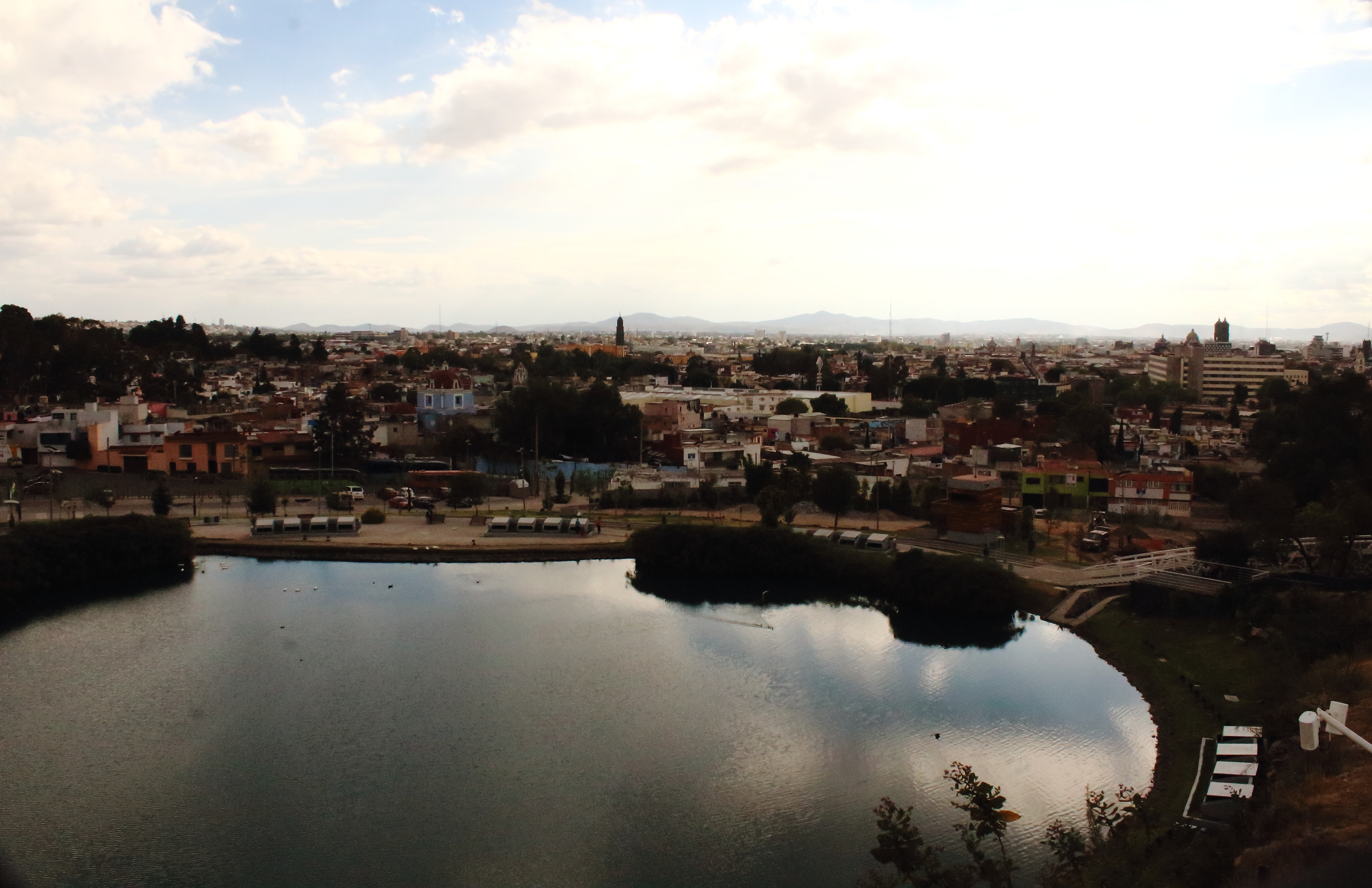
Vista de la ciudad de Puebla desde el Fuerte de Loreto.

En 1930 los fuertes y la zona aledaña al cerro fueron declarados propiedad de la nación al servicio al pueblo, y en Loreto se construyó un Museo de Guerra. En 1962, con motivo del centenario de la batalla, el museo se amplió y se dotó de servicios al área del parque. Actualmente, en la Zona Histórica de los Fuertes se ubican también un Museo Regional del Instituto Nacional de Antropología e Historia, el Auditorio de la Reforma y la Casa Puebla. Además, a un costado se ubica el Centro de Exposiciones de Puebla y un monumento donde reposan los restos de Ignacio Zaragoza y su esposa Rafaela Padilla.